# Barrera del Forn

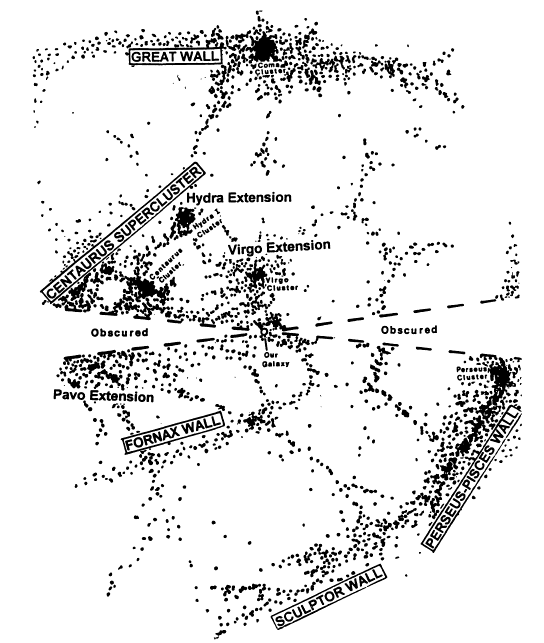
Representació del supercúmul.

La Barrera del Forn és una superestructura coneguda com a filament de galàxia o paret de galàxia. És un llarg filament de galàxies amb un eix major més llarg que el seu menor. El filament conté no només al grup de l'Orada sino també al cúmul de galàxies del Forn, el qual s'hi troba a la mateixa distància. És "paral·lel" a la barrera de l'Escultor i "perpendicular" a la barrera de la Grua.
La barrera del Forn, originalment anomenada supercúmul meridional, és un supercúmul de galàxies situat a prop del Grup Local. Consta d'un llarg braç de galàxies que s'estén durant uns 135 milions d'anys llum des de la constel·lació de la Balena fins a la de l'Orada, creuant les constel·lacions del Forn, on té el seu centre, d'Eridà i el Rellotge.
Va ser descrita per primera vegada com a supercúmul sud per de Vaucouleurs el 1953. És més petit que el supercúmul local amb el qual no està connectat físicament. Va paral·lel a la barrera de l'Escultor i es col·loca perpendicularment a la barrera de la Grua. Sembla que té connexions tènues amb el supercúmul Perseu-Peixos. Finalment, s'ha proposat constituir una estructura única amb el supercúmul de Centaure i el supercúmul Local, formant el Supercúmul Hidra-Centaure, fins i tot si la zona de la connexió possible està enfosquida pel pla galàctic. Consta de 2 cúmuls de galàxies, 31 grups de galàxies i nombroses galàxies disperses. Entre les estructures més rellevants ubicades a la barrera del Forn trobem el cúmul del Forn, el cúmul d'Eridà i el grup de l'Orada.